# Idaea ferrilinea
Idaea ferrilinea är en fjärilsart som beskrevs av W. Warren 1900. Idaea ferrilinea ingår i släktet Idaea och familjen mätare. Inga underarter finns listade i Catalogue of Life.

## Bildgalleri

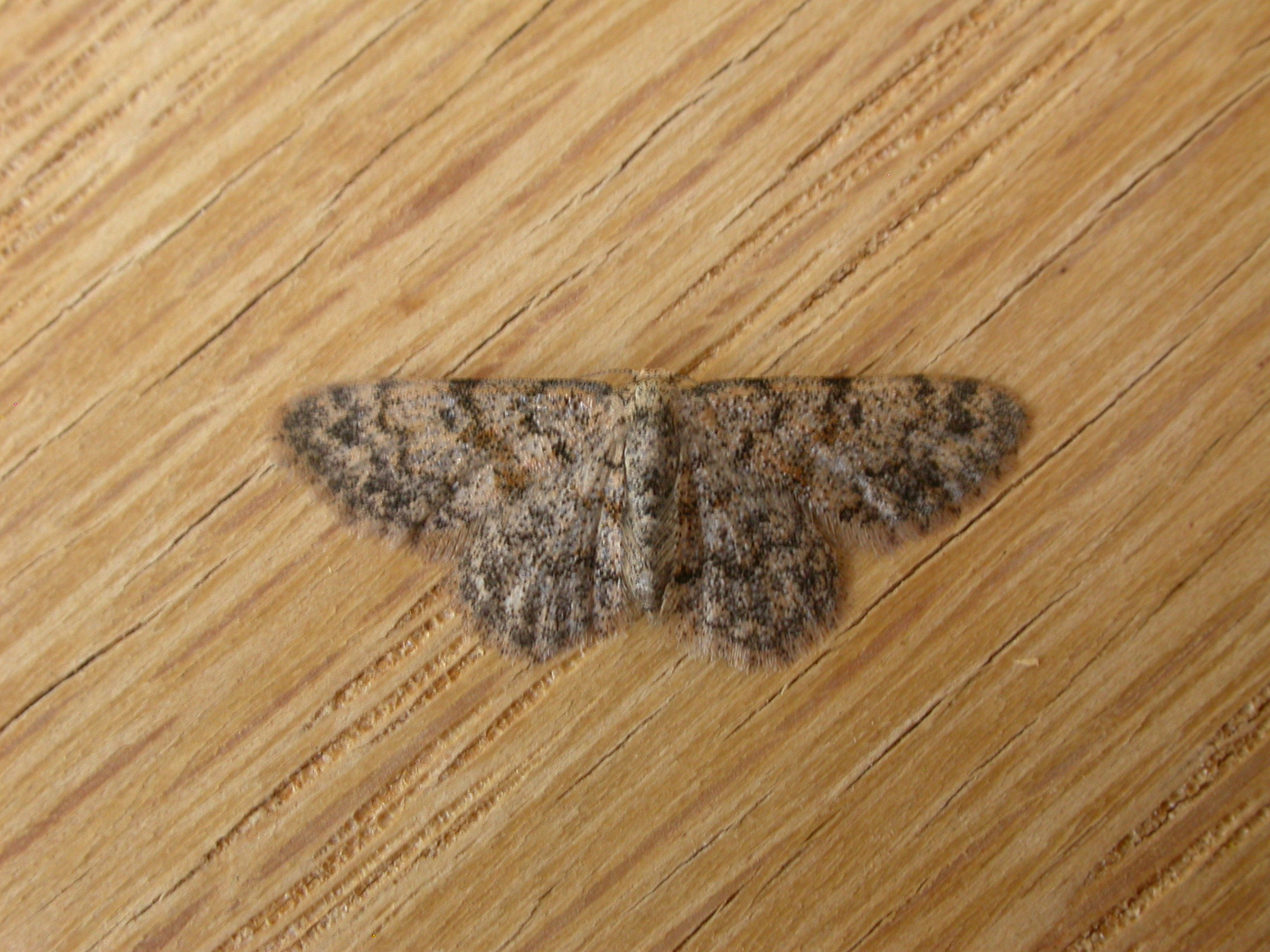